# A Hopi Legend
A Hopi Legend è un cortometraggio muto del 1913 scritto, diretto e interpretato da Wallace Reid, rifacimento di Before the White Man Came, diretto nel 1912 da Otis Turner.

## Produzione
Il film fu prodotto dalla Nestor Film Company.

## Distribuzione
Distribuito dall'Universal Film Manufacturing Company, il film - un cortometraggio di una bobina - uscì nelle sale cinematografiche degli Stati Uniti il 31 dicembre 1913.